# Papinska akademija Alfonsiana
Papinska akademija Alfonsiana je poslijediplomski sveučilišni institut moralne teologije u Rimu. Dio je Papinskog lateranskog sveučilišta. 

## Povijest
Nakon što je sveti Alfonz Liguori proglašen naučiteljem Katoličke crkve (1871.), oci redemptoristi imaju veliku želju osnovati u Rimu jednu visokoškolsku ustanovu moralne teologije svetog Alfonza za svećenike koji su završili redoviti studij. Takva nastava je trebala poslužiti mladim svećenicima za detaljno teološko i filozofsko proučavanje, kako bi potom bili kvalificirani za podučavanje drugih. 
Prvotna ustanova ostvarila je želju redeptorista, a u njoj su ponudili studij moralne teologije, dogmatike, kanonskog prava, filozofije i hebrejskog jezika. Međutim, veliki rat je prisilo redovnike na njezino zatvaranje. Uzaludni su bili napori otvoriti je ponovno tijekom Drugog svjetskog rata.
9. veljače 1949. osnovan je institut pod imenom Akademija Alfonsiana, a bio je pod direktnom upravom generala reda. 
25. ožujka 1957. priznata je od strane Kongregacije za redovnike kao "Javna škola moralne teologije". 

## Dio Papinskog lateranskog sveučilišta
2. kolovoza 1960. Akademija je postala dio Papinskog lateranskog sveučilišta u Rimu. Kongregacija za katolički odgoj uzdigla je alfonzijansku akademiju na čast višeg sveučilišnog instituta moralne teologije. Od tada se na Papinskoj akademiji Alfonsiani može postići univerzalno priznati stupanj magistra znanosti (tal. licenza) i doktora znanosti. 

## Alfonsiana danas
Akademija se nalazi nedaleko od rimskog Koloseuma i svega nekoliko koraka od Bazilike svete Marije Velike. Na njoj studiraju studenti iz više od 60 zemalja svijeta. Predavanja se održavaju uglavnom na službenom talijanskom jeziku, a tek poneki predmet ili seminar može biti održan na engleskom ili drugim velikim svjetskim jezicima: njemačkom, francuskom, španjolskom ili portugalskom.  Prestižna priprema studenata, utemeljena na znanstvenenom alfonzijanskom podučavanju, ukorjenjena je isključivo na izvorima i učiteljstvu Crkve.  

## Uprava
- Jan Visser, C.Ss.R. (1957. - 1969.)
- Domenico Capone, C.Ss.R. (1969. - 1983.)
- Louis Vereecke, C.Ss.R. (1983. - 1989.)
- Seán Cannon, C.Ss.R. (1989. - 1995.)
- Bruno Hidber, C.Ss.R. (1995. - 2001.)
- Sabatino Majorano, C.Ss.R. (2001. - 2007.)
- Martin McKeever, C.Ss.R. (2007. - 2013.)
- Andrzej S. Wodka, C.Ss.R. (2013. - )

## Studenti
- Marijan Valković (1927. – 2000.)
- Carl Frederick Mengeling (1930. - )
- Severino Poletto (1933. - )
- Charles E. Curran (1934. - )
- Marin Srakić (1937. - )
- Francesco Coccopalmerio (1938. - )
- Joseph Charron (1939. - )
- Oscar Rodriguez Maradiaga (1942. - )
- Polycarp Pengo (1944. - )
- John Clayton Nienstedt (1947. - )
- Luigi Padovese (1947. – 2010.)
- Stjepan Baloban (1954. - )
- James D. Conley (1955. - )
- Bryan Massingale (1957. - )
- Michael Sis (1960. - )
- Peter Comensoli (1960. - )
- Wojciech Polak (1964. - )
- Tonči Matulić (1966. - )
- Michael Fors Olson (1966. - )

## Vanjske poveznice
- Službena stranica: alfonsiana.org